# Операция «С Новым годом!»
«Операция „С Новым годом!“» — российская кинокомедия 1996 года режиссёра Александра Рогожкина.

## Сюжет
В канун Нового года в отделение травматологии при разных обстоятельствах попадают несколько человек. Писатель Сергей Олегович Савенко, автор эротических романов, ломает кисти обеих рук, неудачно применив на себе технику бондажа; Генерал Иволгин падает со стула, принимая парад десантников; поскандавлившие супруги попадают в больницу из-за аварии на дороге. С травмой половых органов и с вывихнутой челюстью привозят бизнесмена, убегавшего от киллеров. Сержант Семёнов приводит в больницу своего задержанного, приковав к себе наручниками, потому что тот проглотил медаль милиционера. С переломами рук привозят актёра Соловейчика и двух братьев Крупье. Новых пациентов встречают старожилы отделения: Полуян — наркоман с вывихнутой шеей, пытающийся найти в отделении препараты, дающие кайф, и «Безнадёжно больной» — безымянный пациент на инвалидной коляске, страдающий неизвестной болезнью, всегда начинающий разговор с фразы «Вам-то хорошо…». Навестить пациентов приходят Зоя — машинистка-имажинистка и любовница Сергея Олеговича, а также актер Кузьмичёв в костюме Деда Мороза — коллега Соловейчика. По ходу действия непонятно откуда появляются и другие люди: говорящий по-немецки Санта-Клаус, абсолютно пьяный профессор урологии и загадочный Карл Иванович…
Никого, включая оставшегося на дежурстве врача Женю Качалова, не радует перспектива встретить Новый год в стенах больницы, но поступивший в отделение с переломом ноги генерал Иволгин берет организацию праздника в свои руки. Из женского отделения приглашаются травмированные дамы, на территории выкапывается и наряжается ёлка, благодаря бизнесмену в больнице появляются шикарная выпивка и закуска. Надоедливому, но инициативному Полуяну поручают пригласить на торжество именитых персон.
В разгар праздника в больнице появляются киллеры, пытавшиеся убить нового русского, но их останавливает, а точнее придавливает сейфовая дверь, установленная на его палате. Горе-злодеев размещают в палате и подключают к капельнице с водкой вместо лекарства. Развеселившийся «Безнадёжно больной» переворачивается на коляске и ломает палец. Герои принимают решение провести ему операцию на позвоночнике, опираясь на англоязычную статью в научно-популярном журнале (впоследствии вообще оказавшейся первоапрельской шуткой). Операция проходит успешно, несмотря на то, что проводили ее совсем не медработники, да еще и пьяные — Качалов, как единственный медик сразу же отказался в этом участвовать. Безнадёжно больной, боявшийся операции, к концу её уснул под действием наркоза. Зоя, ассистировавшая на операции, поставила последние иголки в спину так, что получилась фраза «С Новым годом!»
Наутро 1 января выясняется, что безнадёжно больной начал ходить. Усилия Полуяна не прошли даром — из утренних новостей герои узнают, что пациентов больницы поздравили с Новым годом Королева Великобритании и Папа Римский. У Карла Ивановича под рубашкой обнаружились крылья — он был Ангелом-хранителем. В конце все вместе хором поют песню.

## Съёмки
Фильм снимался на территории и в зданиях инфекционной больницы им. С. П. Боткина в Санкт-Петербурге по адресу Миргородская, дом 3.
В 1996 году Сергей Сельянов за работу над фильмом получил Приз кинопрессы лучшему продюсеру года.
Фильм снят режиссёром Рогожкиным с основными актёрами фильма «Особенности национальной охоты». Сохранены или оставлены созвучными имена героев, хотя у большинства поменялись профессии.
Режиссёр Рогожкин и многие актёры потом участвовали в сериалах про ментов «Улицы разбитых фонарей» и «Убойная сила»: Сергей Селин, Борис Чердынцев, Александр Лыков, Александр Половцев, Александр Тютрюмов, Семён Стругачёв, Виктор Бычков, Вилле Хаапасало, Алексей Полуян, Александр Романцов, Валерий Кухарешин, Зоя Буряк, Кирилл Ульянов, Андрей Краско, Екатерина Дронова, Сергей Русскин, Виктор Хозяинов и другие.

## В ролях
- Алексей Булдаков — генерал Иволгин
- Семён Стругачёв — Лев Соловейчик, театральный актёр
- Виктор Бычков — Кузьмичёв, театральный актёр в костюме Деда Мороза, коллега Соловейчика
- Сергей Гусинский — сержант Семёнов (озвучивал Александр Половцев)
- Андрей Краско — Андрей Иванович Эпштейн, медбрат
- Александр Лыков — Лёша, бизнесмен
- Екатерина Дронова — Лена, жена Лёши
- Сергей Маковецкий — безнадёжно больной
- Александр Александров — первый Брат Крупье
- Александр Половцев — второй Брат Крупье
- Алексей Полуян — Полуян, пациент с вывихом шеи, наркоман
- Александр Поздняков — Поздняков
- Леонид Ярмольник — Мавецкий, новый русский
- Александр Тютрюмов — подчинённый Мавецкого
- Александр Романцов — профессор, присланный для лечения нового русского
- Виктор Сухоруков — первый киллер
- Вилле Хаапасало — второй киллер
- Кирилл Ульянов — Женя Качалов, врач
- Сергей Русскин — Сергей Олегович Савенко, писатель
- Зоя Буряк — Зоя, помощница Сергея Олеговича
- Сергей Селин — милиционер
- Борис Чердынцев — полковник (озвучивал Виктор Сухоруков)
- Александр Завьялов — генерал
- Ирина Полянская — Куркова, медсестра
- Борис Мартемьянов — Санта-Клаус
- Евгений Баранов — Коля
- Валерий Кухарешин — Карл Иванович, ангел
- Виктор Хозяинов — «разведчик»
- Ирина Основина — дама из женского отделения
- Людмила Богданова